# Німецько-мексиканські відносини
Між Німеччиною та Мексикою вперше  було встановлено офіційні дипломатичні відносини в 1879 році після об’єднання Німеччини. Німецька імперія запропонувала вступити в альянс з Мексикою проти Сполучених Штатів під час Першої світової війни в телеграмі Циммермана у 1917 році , перш ніж це було зірвано британськими агентами розвідки. Ці країни двічі конфліктували у 20-му столітті: спочатку в Громадянській війні в Іспанії з 1936 по 1939 рік, а потім під час Другої світової війни з 1942 по 1945 рік. Відносини  між Мексикою та обома частинами розділеної Німеччини було встановлено в 1952 році і підтримувала відносини через возз'єднання Німеччини в 1990 році. Ці дві країни є членами G-20 найбільших економік, Організації економічного співробітництва та розвитку та ООН.

## Історія

### 19 століття

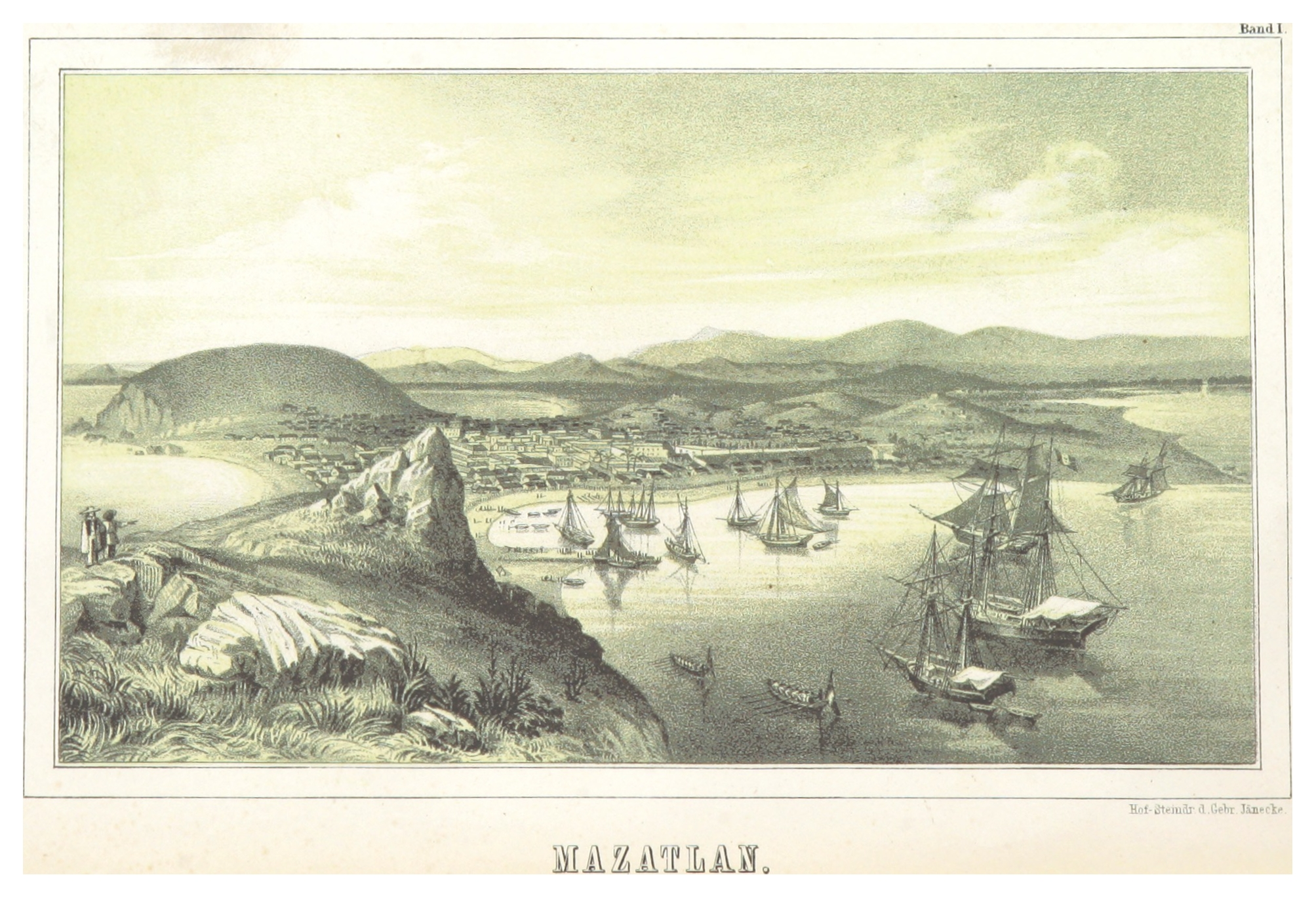
Порт Мазатлан на тихоокеанському узбережжі, намальований німецьким мігрантом. Порт і пивоварна промисловість міста були розроблені німецькими іммігрантами, які жили там на початку 19 століття.

Німецьке духовенство та технічний гірничий персонал прибули до колоніальної Мексики наприкінці XVIII і на початку XIX століть. Один із перших контактів між Німеччиною та Мексикою відбувся через наукову експедицію прусського аристократа Олександра фон Гумбольдта, який прибув до Мексики в 1803 році та залишався протягом року. В рамках своєї подорожі він склав карту мексиканської топографії, досліджував гірничий сектор та вивчав культуру та історію країни. Дипломатичні відносини між Мексикою та Німеччиною були встановлені 23 січня 1879 року після об'єднання Німеччини.
Під час Другої Мексиканської імперії та правління Максиміліана I Мексиканського німці були привезені до Мексики, щоб оселитися в південних штатах Мексики, переважно на Юкатані. У 1890 році президент Мексики Порфіріо Діас і канцлер Німеччини Отто фон Бісмарк спільно перевезли 450 німецьких сімей до мексиканського штату Чьяпас, де вони оселилися в місті Соконуско для розвитку сільськогосподарського сектора регіону. Кілька німецьких мігрантів також здійснили імміграцію в північні штати Мексики, сприяючи розвитку різних міст, таких як порт Масатлан, і внесли свій внесок у розвиток пивоварної промисловості в Мексиці.

### 20 століття

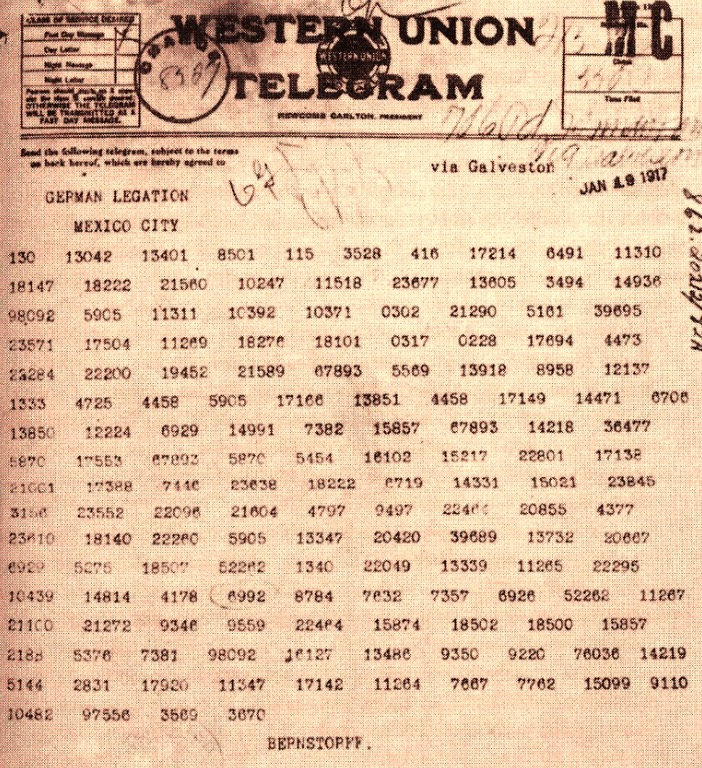
Телеграма Циммермана

Так, під час Першої світової війни (1914-1918) Мексика залишалася нейтральною. У цей період країна переживала революцію (1910-1920), яка відбувалася паралельно з подіями світової війни. У січні 1917 року британські агенти перехопили телеграму, надіслану німецькому послу в Мексиці Генріху фон Екардту державним секретарем Артуром Ціммерманом. Ця телеграма, відома як "Тайна телеграма Ціммермана", включала пропозицію Мексиці у випадку вступу Сполучених Штатів в війну на боці Антанти отримати території в Мексиці. Ця подія також спричинила напруження в міжнародних відносинах, але Мексика залишилася поза конфліктом. Закордонних справ Німецької імперії. У телеграмі Німеччина запропонувала Мексиці, якщо Сполучені Штати приєднаються до війни, Мексика повинна приєднатися та стати на бік Центральних держав. На знак вдячності та в разі перемоги Центральних держав Мексика повернула б території Техасу, Нью-Мексико та Аризони, які Мексика втратила у війні проти Сполучених Штатів під час мексикансько-американської війни 1848 року. Телеграма, відома як телеграма Циммермана, була перехоплена, коли телеграма надсилалася до посольства Німеччини у Вашингтоні, округ Колумбія, для перенаправлення до Мехіко. Зрештою Мексика відхилила телеграму та продовжувала залишатися нейтральною під час війни.
Під час громадянської війни в Іспанії (1936–1939) Мексика і Німеччина підтримували різні сторони конфлікту. Мексика виступала на боці республіканців, тоді як Німеччина надавала підтримку націоналістам. Це призвело до суперечок і негативної динаміки у взаємин між Мексикою та Німеччиною під час того періоду.
22 травня 1942 року Мексика оголосила війну Німеччині під час Другої світової війни. Рішення про війну було прийнято президентом Мексики Мануелем Авілою Камачо після того, як німецькі підводні човни знищили два мексиканські нафтові танкери в Мексиканській затоці ; Історія включає в себе період Першої світової війни, коли Мексика втратила два свої кораблі, SS Потреро дель Льяно і SS Faja de Oro, які були затоплені під час німецької атаки. Ці кораблі перевозили сиру нафту до Сполучених Штатів. Мексика дійсно була однією з двох латиноамериканських країн, які надали солдатів під час Першої світової війни, і вона залишалася нейтральною. Мексиканські війська брали участь в операціях на Філіппінах, де їхні силові підрозділи взяли участь у військових діях.
Після війни, дипломатичні відносини між Німеччиною та Мексикою були відновлені у квітні 1952 року.
Після Другої світової війни Мексика підтримувала дипломатичні відносини як з Федеративною Республікою Німеччина (Західна Німеччина), так і з Німецькою Демократичною Республікою (Східна Німеччина). Тоді Мексика мала посольство в Бонні. Після об'єднання Німеччини в 1990 році Мексика встановила відносини з Федеративною Республікою Німеччини, а в 2000 році перенесла своє посольство до теперішнього місця розташування в Берліні.

### 21 століття
Відбулося декілька візитів на високому рівні між лідерами обох країн. У червні 2017 року канцлер Німеччини Ангела Меркель здійснила офіційний візит до Мексики та зустрілася з президентом Мексики Енріке Пенья Ньєто. Обидві країни сфокусувалися на спільній співпраці в захисті багатосторонності, співпраці для сталого розвитку, увазі до явища міграції та боротьбі зі зміною клімату, серед інших питань.

## Візити високого рівня

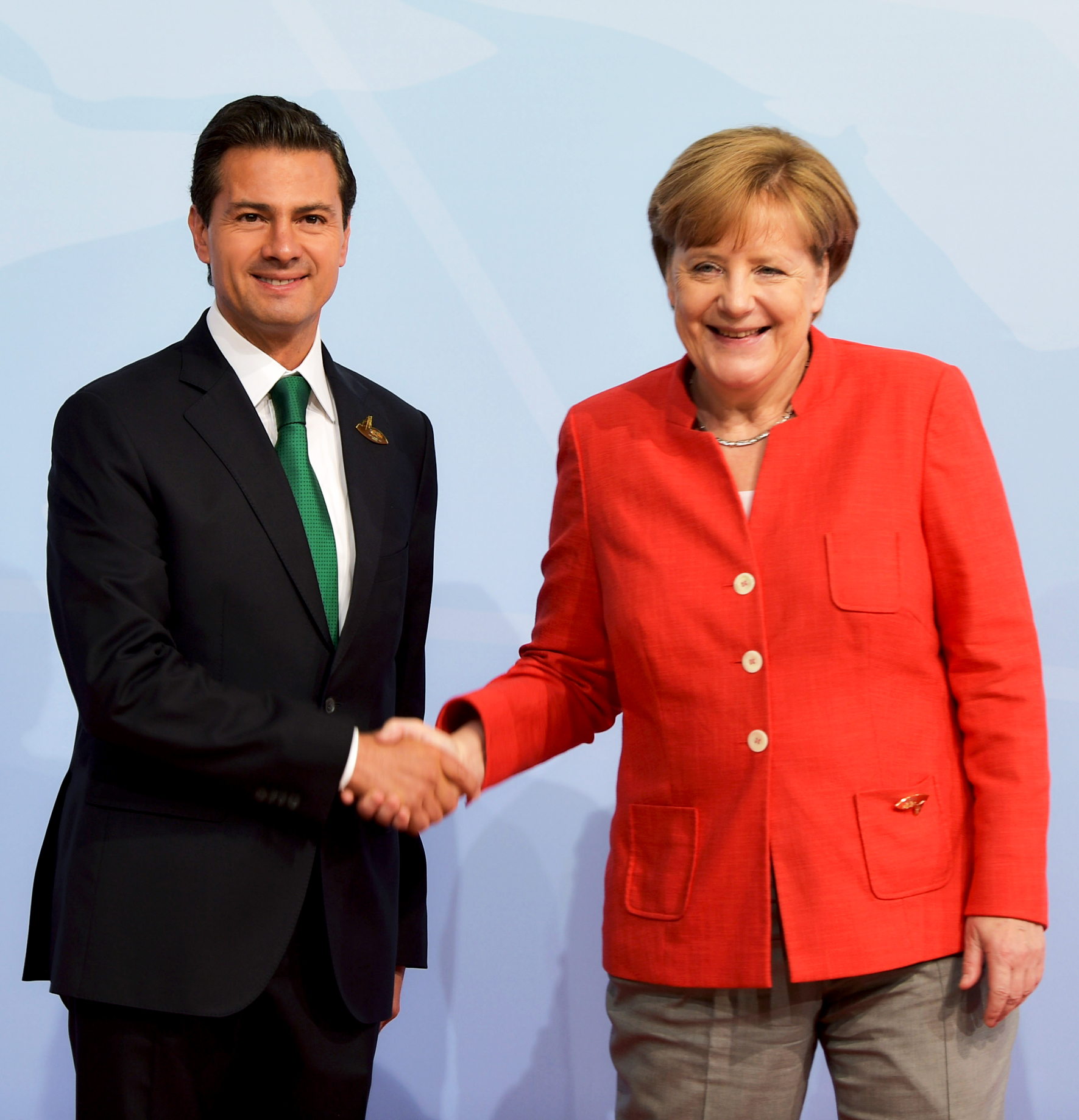
Канцлер Німеччини Ангела Меркель і президент Мексики Енріке Пенья Ньєто зустрічаються в липні 2017 року.

Візити високого рівня з Німеччини до Мексики
- Генеральний секретар Східної Німеччини Еріх Хонеккер (1981)
- Канцлер Західної Німеччини та об'єднаної Німеччини Гельмут Коль (1984, 1996)
- Президент Роман Герцог (1999)
- Канцлер Герхард Шредер (2002)
- Президент Йоханнес Рау (2003)
- Президент Горст Келер (2004)
- Канцлер Ангела Меркель (2008, 2012, 2017)
- Президент Крістіан Вульф (2011)
- Президент Франк-Вальтер Штайнмаєр (2022)

Візити високого рівня з Мексики до Німеччини
- Президент Адольфо Лопес Матеос (1963)
- Президент Луїс Ечеверріа Альварес (1974)
- Президент Мігель де ла Мадрид Уртадо (1985)
- Президент Карлос Салінас де Гортарі (1991)
- Президент Ернесто Седілло (1997)
- Президент Вісенте Фокс (січень і жовтень 2001 р., 2003 р.)
- Президент Феліпе Кальдерон (січень і червень 2007 р., 2010 р.)
- Президент Енріке Пенья Ньєто (2016, 2017, 2018)

## Двосторонні договори
Так, обидві країни, Німеччина і Мексика, підписали ряд двосторонніх угод для регулювання різних аспектів їхнього співробітництва. Деякі з цих угод включають:
1. Угода про захист прав авторів музичних творів (1954): Має на меті захист прав творців музичних творів у країнах.
2. Угода про взаємність у правовій допомозі (1956): Спрямована на співпрацю у сфері правової допомоги та правопорядку.
3. Угода про повітряні перевезення (1967): Регулює питання повітряних перевезень між країнами.
4. Угода про науково-технічне співробітництво (1974): Стимулює співпрацю у сфері науки та техніки.
5. Угода про культурне співробітництво (1977): Забезпечує культурний обмін та співпрацю в галузі мистецтва та освіти.
6. Угода про заохочення та взаємний захист інвестицій (1998): Створює правову базу для захисту інвестицій між країнами.
7. Угода про уникнення подвійного оподаткування та ухилення від сплати податку на прибуток і капітал (2008): Забезпечує уникнення подвійного оподаткування.
8. Угода про технічне співробітництво (2012): Сприяє розвитку технічної співпраці між країнами.

Ці угоди створюють правовий фреймворк для різних аспектів взаємодії та співробітництва між Німеччиною та Мексикою.

## Міграція
В Мексиці існує значна громада німецького походження, і їх внесок в різні аспекти мексиканського суспільства є помітним. Кілька відомих мексиканських політиків, журналістів, художників і акторів мають німецьке походження, що відзначається різноманітністю культурного спадку в країні. В даний час, за оцінками, є 1 200 000 мексиканців з частковим німецьким корінням, які переважно зосереджені на півночі країни.

## Транспорт
Існують прямі рейси між Німеччиною та Мексикою, які забезпечують авіакомпанії  Condor і Lufthansa.

## Торгові відносини
У 1997 році Мексика і Європейський Союз, до якого входить Німеччина, уклали Угоду про вільну торгівлю. У 2018 році двостороння торгівля між Мексикою та Німеччиною склала 24,8 мільярда доларів США. Німеччина є найбільшим торговим партнером Мексики в Європейському Союзі та п'ятим за величиною у світі. З іншого боку, Мексика є другим за величиною торговим партнером Німеччини в Латинській Америці, після Бразилії.
Основні статті експорту з Німеччини до Мексики включають машини, автомобілі, хімічні продукти, фармацевтичні засоби та медичні технології. З свого боку, основний експорт Мексики до Німеччини включає автомобілі та автомобільні запчастини, а також продукцію електронної промисловості. Ця взаємна торговельна діяльність свідчить про важливі економічні зв'язки між двома країнами.
Так, в Мексиці діють понад 1300 німецьких компаній з загальним капіталом у 25 мільярдів доларів США. Деякі німецькі транснаціональні компанії, такі як Audi, Bayer, BMW, Deutsche Bank, Mercedes-Benz, Siemens і Volkswagen вкладають інвестиції та грають активну роль у мексиканській економіці. Мексиканські транснаціональні компанії, такі як Cemex, Grupo Alfa, Mexichem і Nemak (серед інших), працюють у Німеччині.

## Постійні дипломатичні представництва
- Німеччина має посольство в Мехіко.[9]
- Мексика має посольство в Берліні та консульство у Франкфурті.[10][11]

## Дивись також
- німецькі мексиканці
- Мексиканці в Німеччині